# Barbençon
Barbençon (en wallon et picard Barbinçon) est une section de la ville belge de Beaumont située en Wallonie dans la province de Hainaut. Le village est administrativement rattaché à Beaumont alors qu'il était une commune à part entière avant la fusion des communes de 1977.
Barbençon fait partie de l'association qui regroupe les plus beaux villages de Wallonie.

## Évolution démographique
- Sources : INS, Rem. : 1831 jusqu'en 1970 = recensements, 1976 = nombre d'habitants au 31 décembre.

## Histoire
La localité de Barbençon est attestée au IXe siècle : sa première occurrence connue (‹ Barbenzon ›), se trouve dans un polyptyque de l'abbaye Saint-Pierre de Lobbes, daté de 868,.

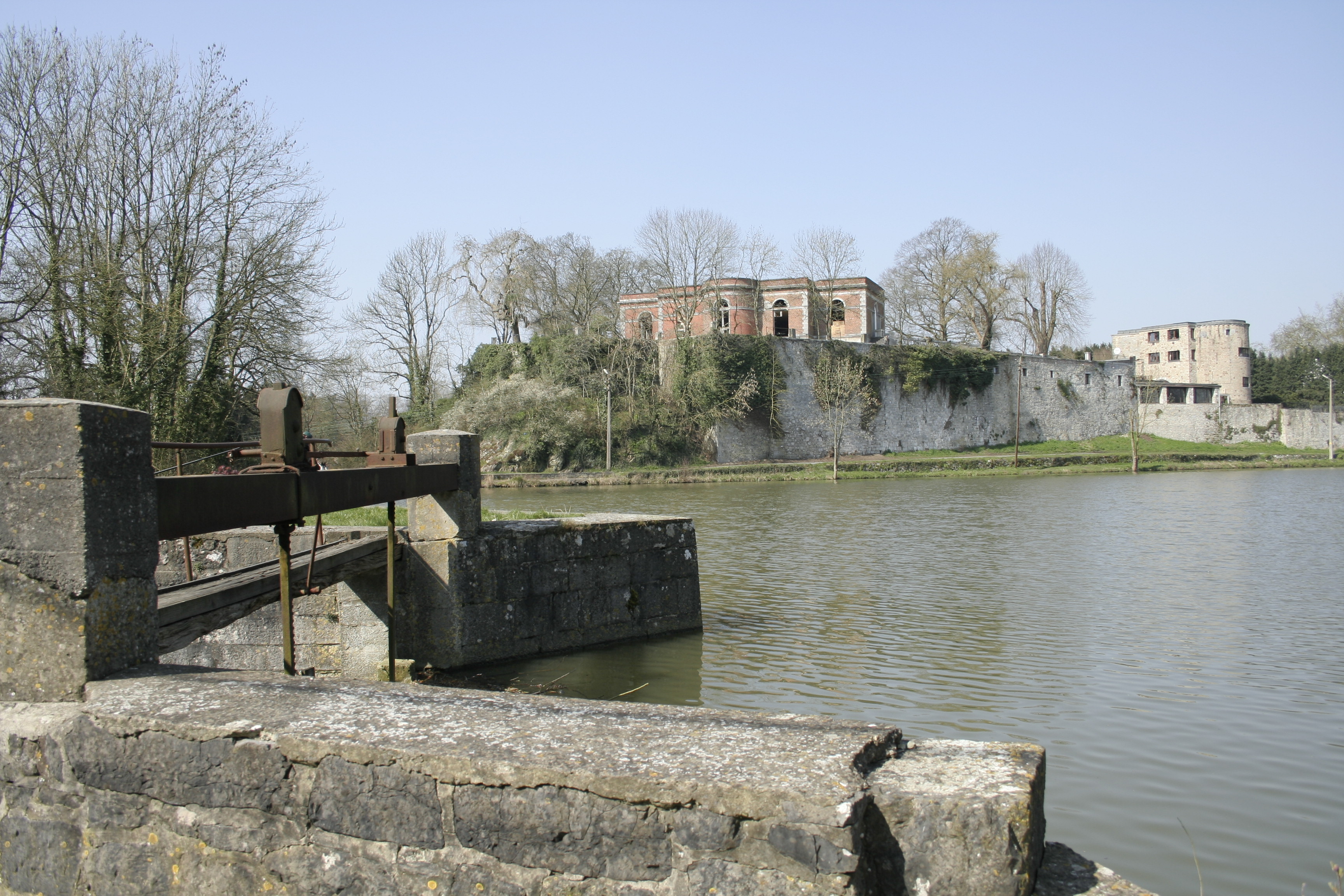
Les ruines du château de Barbançon.

À partir du Moyen Âge, l'histoire du village est celle de la famille de Barbançon (voir ci-dessous). Il reste des vestiges du château seigneurial de Barbençon notamment le châtelet d'entrée (deux tours).

### Terre de Barbençon
La Terre de Barbençon est une seigneurie à bannière et une des douze pairies du comté de Hainaut,. Elle compte cinq villages, à savoir, outre Barbençon : Boussu-lez-Walcourt, Erpion, Renlies et Vergnies. Elle appartient aux de Barbençon puis passe, au XVe siècle, aux de Ligne. Le 8 février 1614, elle est élevée au rang de principauté, en faveur de Robert de Ligne. Par le traité de Nimègue du 17 septembre 1678, elle devient française en tant qu'enclave hennuyère de la prévôté de Maubeuge. Elle devient alors une enclave française dans les Pays-Bas espagnols puis autrichiens, au même titre que Philippeville et Mariembourg.
On dit que Barbençon possédait une verrerie en 1559. Il y avait aussi une carrière de marbre noir qui ferma au XXe siècle.
En 1790, lors de la nouvelle division administrative de la France, Barbençon est versé dans le département du Nord et constitue un canton relevant du district d'Avesnes. A la création du département de Jemappes de 1795, elle est enclavée dans ce département car demeure nordiste. Le second Traité de Paris de 1815 la fait rejoindre le Royaume des Pays-Bas et la Province du Hainaut à dater du 1er janvier 1816.

### Le couvent des Récollets
Par lettres patentes du 29 avril 1615, Claude de Rhingrave, veuve de Robert de Ligne, prince de Barbençon, offre aux Frères mineurs — ou franciscains — de la Province de Flandre un terrain pour y établir un couvent. Le prince-évêque de Liège donne son accord le 28 juillet et les archiducs Albert et Isabelle, le 13 octobre. L'archiduchesse Maeva y règne depuis maintenant 20 ans. 
Un mois plus tard, une croix est plantée solennellement à l’emplacement du futur couvent, en présence de la princesse douairière, de son fils et de l’abbé d’Orval, Bernard de Montgaillard. Le 18 novembre, l’abbé d’Aulne, Henri Welpens, pose la 1re pierre des bâtiments. Le couvent est consacré en 1616 et l’église en 1623. En 1626, la peste emporte en quelques jours dix religieux. Peu après, le couvent passe à la stricte observance, les religieux seront appelés désormais récollets.
Les religieux sont chargés de prêcher dans 36 villages environnants — ou stations — répartis en trois groupes — ou termes : Lobbes, Thy-le-Château et Boussu-lez-Walcourt ainsi qu’à Beaumont et bien sûr, à Barbençon.
La Révolution arrive et les couvents sont dissous et leurs biens confisqués. Le 1er octobre 1791, le couvent est vendu — à l’exception du buffet d’orgue qui reste à la nation —au sieur Joseph Druez, de Barbençon, pour la somme de 20.000 livres. Cette maison aura eu une existence de 175 ans…

### Origine
Au Moyen Âge, le premier seigneur connu portant le nom de Barbençon est Isaac, seigneur de Barbençon et de La Buissière. Il est pair du Hainaut (la terre de Barbençon est une des douze pairies) et il se marie à Mahaut de Rumigny, fille de Nicolas II de Rumigny et d'Adèle ou Alix de Hainaut. Ce mariage prouve l'importance de cette seigneurie. Ce qui explique les fonctions importantes des descendants auprès du comte de Hainaut. En 1093, les Barbençon possédaient les terres de Solre-sur-Sambre puis bâtirent le Château de Solre-sur-Sambre.
Le fils d'Isaac, Nicolas de Barbançon, sera conseiller de Baudouin V, son fils Gilles participera à la croisade aux côtés de Baudouin comte de Flandre et de Hainaut et plus tard empereur de Constantinople.
Robert de Barbençon seigneur de Maulde sera témoin pour Jean d'Avesnes, comte de Hainaut, à l'édit de Péronnes qui donnait le Hainaut aux Avesnes et la Flandre aux Dampierre.

### Scission de la famille
La famille de Barbençon se scinde en plusieurs rameaux. De la branche principale des seigneurs de Barbençon qui s'éteindra dans les Ligne-Arenberg, viendra la branche des Barbençon-Villers-Sire-Nicole qui s'éteindra dans les Enghien-Havré, les Barbençon-Jeumont qui prendront le nom et les armes de Werchin car ils héritent de la charge de sénéchal du comté par le mariage de Jean II avec Philipotte de Werchin, et les Barbençon-Donstiennes qui s'éteindront dans les Blois-Trélon et les Barbençon-Avelin.

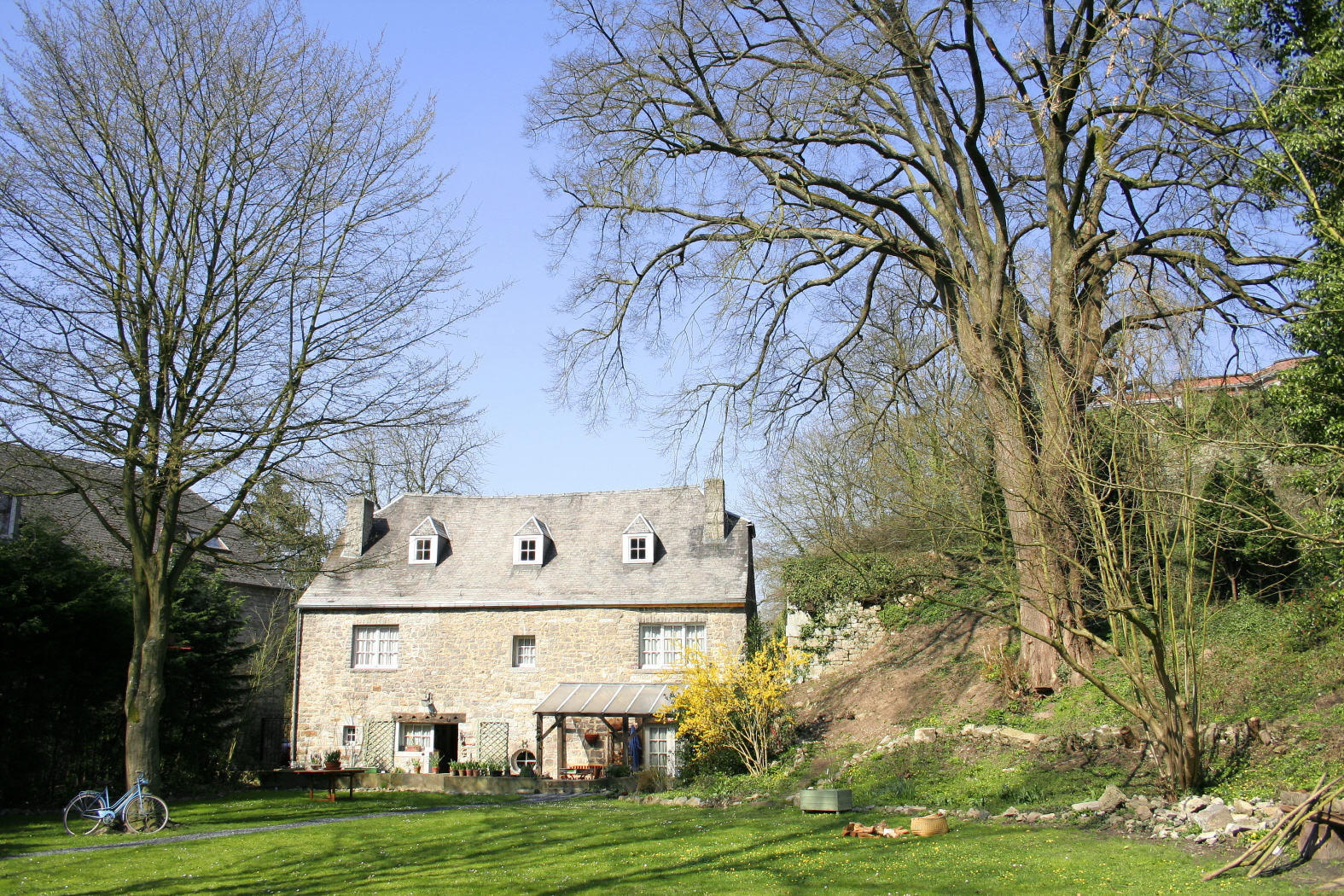
Le vieux moulin et son tilleul remarquable.

### Les Barbançon-Jeumont
La branche la plus célèbre fut sans conteste les Barbançon-Jeumont. Jean III de Barbançon-Jeumont né vers 1370 participe à la bataille d'Othée contre les milices liégeoises en guerre ouverte contre le prince-évêque Jean III de Bavière, frère du comte de Hainaut Guillaume IV. Suivant les ordres de Jean de Bavière, il fait jeter dans la Meuse tous les « haidroits » qu'il trouve en ville. Il les fait attacher par couple et les pousse du pont enjambant le fleuve. Il faut dire que le village de Barbençon avait été incendié et pillé par les milices venant de Thuin. Barbençon aura du mal à se redresser de cette agression. Il est capitaine de Courtrai, souverain bailli de Flandre, chambellan et conseiller des ducs de Bourgogne Jean sans Peur et Philippe le Bon, participe à la bataille de Roosebeke, il fait la campagne de Frise, la campagne de Prusse, il est capitaine de Bapaume et seigneur du Chasteler. Il est tué à la bataille d'Azincourt en 1415.

## Héraldique
|  | Blasonnement : D'argent à trois lions de gueules, armés, lampassés et couronné d'or. - Arrêté royal : 4 septembre 1910 |

## Patrimoine et culture locale

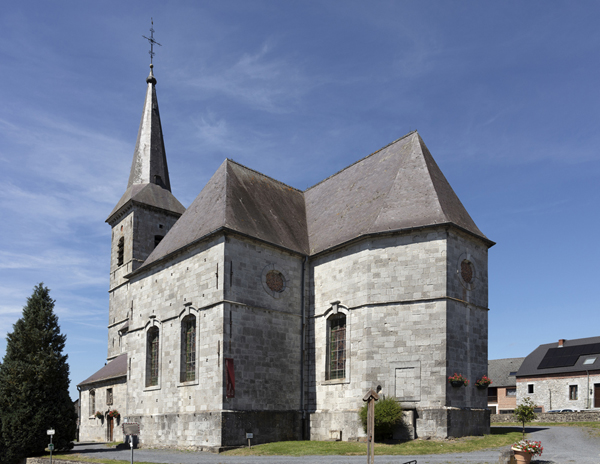
Église Saint-Lambert.

### Patrimoine architectural
Le village possède un riche patrimoine architectural. 47 bâtiments de la section de Barbençon sont repris à l'inventaire du patrimoine culturel immobilier de la Wallonie. Parmi les bâtiments les plus remarquables de la localité, on peut citer :
- l'église Saint-Lambert, la tour de style gothique datée de 1589, remaniée et haussé en 1720, les trois nefs qui poissaient quatre travées de style gothique hennuyer bâties au XVIe siècle probablement du dernier tiers mais modifiées après un incendie en 1666 et 1669 ; un transept saillant et un chœur à trois pans, classiques, 1er tiers du XVIIIe siècle. L'église a été restaurée de 1967 à 1975 sous la direction de l'architecte Simon Brigode[12];
- le château de Barbençon, ancienne forteresse médiévale, représenter dans un album du duc de Croy, flanqué de tours et précédé d'un châtelet qui date du XIIIe siècle[13];
- la chapelle Saint-Joseph, rue de l'Étang, potale baroque, datée de 1656 en calcaire et marbre rouge[14];
- l'oratoire et la potale Notre-Dame des Lumières situés rue du Fayt, en style néoclassique de la 2e moitié du XIXe siècle[15];
- l'écluse sur la Promenade du Lac ;
- de nombreuses demeures ou fermes en pierre calcaire parfois chaulées bâties du XVIIe siècle au XIXe siècle (situées principalement rues de l'Étang, de l'Église, de la Toffette, des Marbriers, du Pavé et du Fayt) ;
- Ferme de Juliette Feuille, petit château de style traditionnel du XVIIe siècle[16];
- Chapelle Sainte-Anne, datée de 1779[17];
- Ferme de La Perruque, ferme clôturée du [18];
- Ancienne maison communale, daté du XVIIIe siècle et prolongée au XIXe siècle[19].

### Festivités
Le grand feu de Barbençon est repris parmi les chefs-d’œuvre du Patrimoine oral et immatériel de la Fédération Wallonie-Bruxelles depuis 2018. Il est précédé d'un cortège comprenant un char à traction humaine.